# Mazofilia

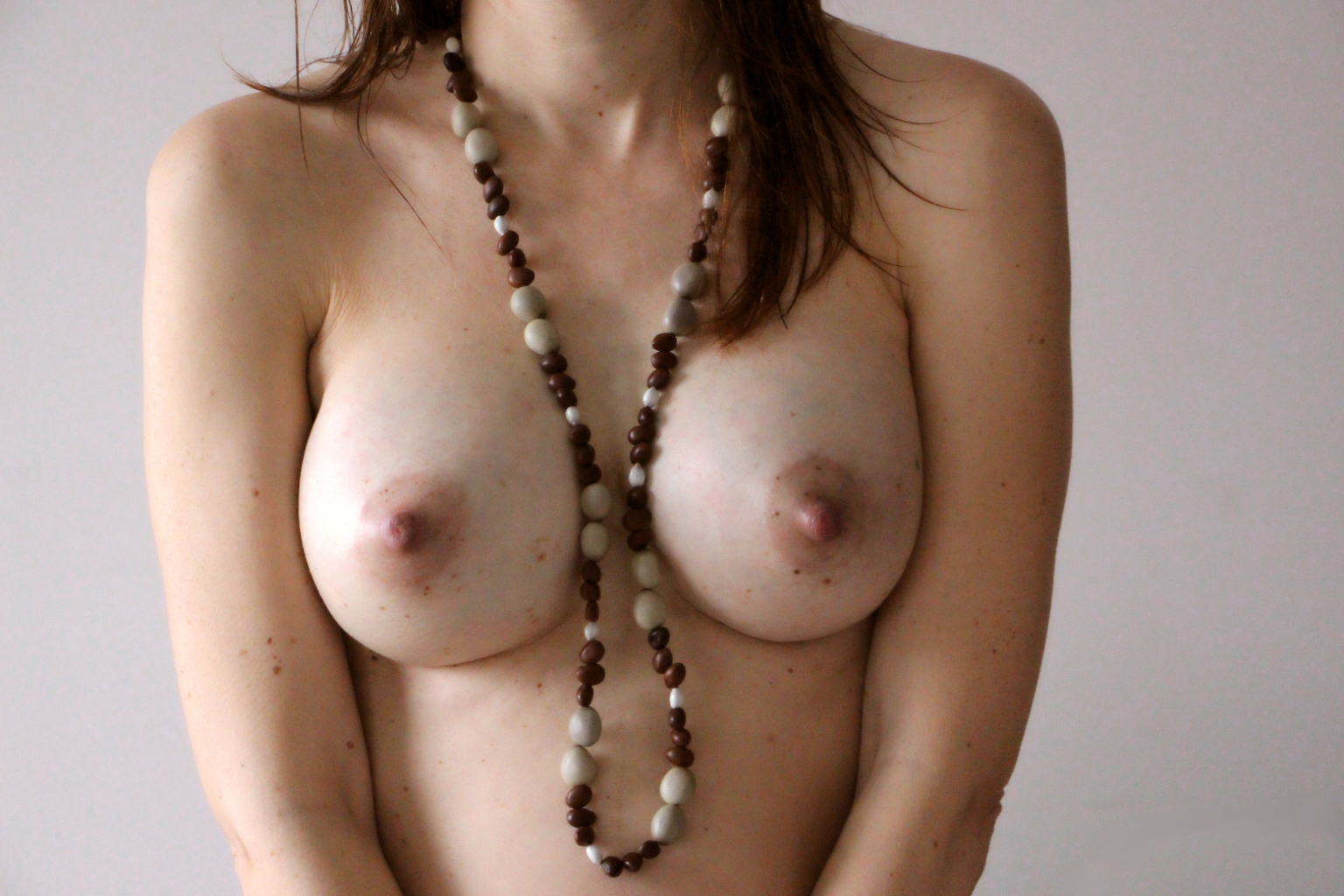
Mammelle di una ragazza

Mazofilia o mastofilia (o feticismo del seno) è una parafilia consistente nell'attrazione sessuale verso i seni femminili. Il termine è usato anche in senso non parafilico, per riferirsi all'attenzione culturale per i seni femminili e la sessualità che essi rappresentano.

## Assunti scientifici
Gli scienziati hanno ipotizzato che l'attrazione sessuale non parafilica nei seni sia il risultato della loro funzione di caratteristica sessuale secondaria. Ad esempio, lo zoologo ed etologo Desmond Morris teorizza che il décolleté imiti l'immagine della fessura tra i glutei che secondo lo studioso sono particolarmente accentuati negli esseri umani rispetto agli altri animali. Altra differenza è che mentre una donna ha un seno più o meno pronunciato, nei primati questo si ingrandisca solo durante il periodo di ovulazione: gli psicologi evoluzionisti teorizzano che i seni abbiano lo scopo di sollecitare l'attenzione del maschio anche quando la femmina non si trova in periodo fertile.
L'attrazione per le mammelle femminili è pertanto naturale e sana, a meno che non sia altamente atipica o esclusivista rientrando così nella sfera della parzialità.

## L'ipersessualizzazione del seno
Il termine feticismo del seno viene anche usato all'interno di contesti etnografici e femministi per denunciare una società votata all'oggettificazione femminile tramite l'ipersessualizzazione del seno.
L'esaltazione del seno femminile risale all'età neolitica, con i santuari della dea di Catal Huyuk (nell'odierna Turchia): gli scavi archeologici della città negli anni '60 del XX secolo hanno rivelato numerose immagini di seni femminili sulle pareti delle strutture. Elizabeth Gould Davis sostiene che i seni (insieme ai falli) erano venerati dalle donne di Catal Huyuk come strumenti di maternità, a seguito di quella che lei descriveva come una rivoluzione patriarcale - quando gli uomini si erano appropriati sia dell'adorazione del fallo che del "feticcio del seno" - che questi organi acquisiscono il significato ipersessualizzato che hanno tuttora.

## Storia e cultura
Le figurine di Venere del Paleolitico superiore possono essere intese come forme di arte erotica o icone della fertilità, come ad esempio la celebre Venere di Willendorf, datata intorno al 28.000 a.C., che presenta mammelle e ventre rigonfi.
Le mode femminili moderne che si concentrano su abiti stretti e l'esibizione di scollature sempre più audaci possono essere attribuite all'aumento del feticismo del seno. Molte persone nella cultura occidentale, sia maschi che femmine, considerano il seno un'importante caratteristica del sesso secondario femminile, un aspetto importante della femminilità, e molte donne usano il décolleté o una scollatura bassa che espone la parte superiore dei seni come parte della loro attrattiva fisica e sessuale.
La maggior parte degli uomini ricava piacere erotico dal vedere il seno di una donna, e alcune persone traggono piacere nel vedere il proprio partner femminile esporre il décolleté. Durante l'adolescenza alcune ragazze diventano ossessionate dall'immagine del proprio corpo, comprese le dimensioni e la forma del seno. In Sudafrica ogni anno Wonderbra sponsorizza il National Cleavage Day, durante il quale le donne sono incoraggiate a mostrare in pubblico la scollatura.
In Occidente e in alcune altre società ci sono divergenze di opinione su quanto l'esposizione dei seni sia accettabile in pubblico. Nella società occidentale contemporanea la misura in cui una donna può esporre il suo seno dipende dal contesto sociale e culturale. La visualizzazione della scollatura o di qualsiasi parte del seno femminile può essere considerata inappropriata o addirittura vietata dai codici di abbigliamento in alcuni ambienti, come luoghi di lavoro, chiese e scuole, mentre in altri contesti può essere accettata o addirittura incoraggiata. L'esposizione di capezzoli o areole è quasi sempre considerata topless, considerata da alcuni come immodesta e in alcuni casi come comportamento osceno o indecente, sovente vietato anche dalla legge in quanto offesa al pubblico pudore.
Produttori cinematografici come Russ Meyer hanno prodotto film richiedendo specificatamente attrici maggiorate. Lorna (1964) è stato il primo dei suoi film in cui la protagonista, Lorna Maitland, è stata scelta principalmente per le sue forme generose. Altre grandi attrici provinate con successo da Meyer seguendo lo stesso principio includono Kitten Natividad, Erica Gavin, Tura Satana e Uschi Digard. La maggior parte di loro aveva già un seno particolarmente florido, ma a volte Meyer preferiva iniziare le riprese dei suoi film quando l'attrice si trovava nel primo trimestre di gravidanza, ovverosia quando vi è un naturale aumento delle mammelle in previsione di una futura lattazione.